# Template

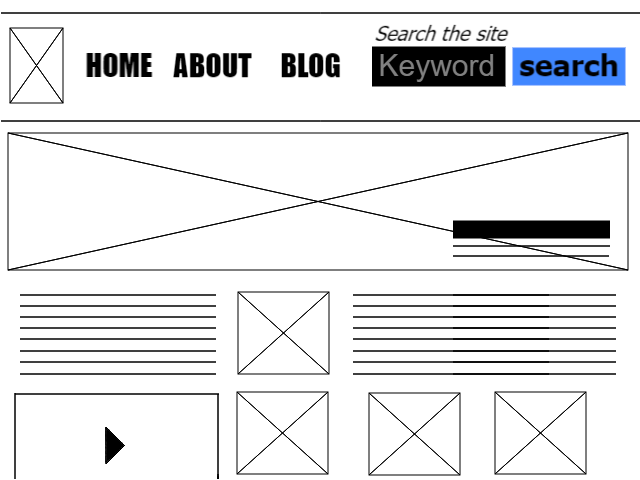
Esempio di gabbia di un template web

In informatica, un template ([ˈtɛmplɪt], dall'inglese 'sagoma' o 'calco') è un documento nel quale, come in un foglio semicompilato cartaceo su una struttura generica o standard, esistono spazi temporaneamente "bianchi" da riempire successivamente. In questo ambito, la parola in italiano è traducibile come "modello", "semicompilato", "schema", "struttura base", "ossatura generale", "scheletro" o più correntemente "modulo", anche se di solito non così elaborato e sofisticato.

## Documenti elettronici
Con il termine template si intende anche un modello di documento (es. software di produttività personale) nel quale sono importati dati. L'impaginazione (layout) della pagina rimane invariata ogni volta, facilitando la ricerca e l'archiviazione dei documenti, il confronto fra versioni ovvero un'immagine di presentazione dell'azienda coerente. Lavorando con dei fogli di calcolo, il template serve non solamente come foglio di stile per l'aspetto grafico, ma contiene delle formule che rendono i documenti confrontabili nel tempo.
Il termine può anche riferirsi ai modelli preimpostati scaricabili da internet di impaginazione grafica ad esempio locandine, biglietti da visita e brochure in formato vettoriale o per il desktop publishing.

## Web
Nel campo delle pagine web vengono denominati template quei documenti d'esempio che vengono messi a disposizione per lo sviluppo di altre pagine web con grafica e formattazione identiche ma contenuti diversi. Sono uno strumento per chi vuole:
- creare un sito con uno stile uniforme pur non avendo molte competenze,
- usare un codice che spesso risulta corretto se convalidato,
- ottenere una impaginazione (layout) di facile uso e graficamente ricercata.

Solitamente vengono utilizzati i linguaggi principali del web, HTML per i contenuti e CSS per la formattazione, ma non mancano esempi in Flash (obsoleto dal 31 dicembre 2020).

### Pro dei template web
- Velocità di produzione e pubblicazione del sito web non dovendo programmarlo da zero,
- Meno costoso rispetto a farlo creare da zero da un programmatore e/o da un web designer,
- Poche o nessuna conoscenza tecnica richiesta di programmazione HTML, PHP, ASP, database.[8][9][10]

### Contro dei template web
- In alcuni casi opzioni limitate di personalizzazione e design e supporto tecnico limitato,
- Mancanza di unicità del sito web. Molti altri possono scaricare lo stesso template e avere un sito web molto simile o identico,
- Alcuni template possono non essere programmati in modo professionale a discapito della SEO.[11][12]

## Linguaggi di programmazione
In vari linguaggi di programmazione esistono funzionalità che permettono di scrivere codice generico; Ovvero template parametrizzati che possono essere utilizzati per generare automaticamente vari codici che presentano differenze minime e sistematiche, permettendo di limitare i tempi di sviluppo e la potenziale proliferazione di bug.
Si parla in questi casi di funzionalità di metaprogrammazione.